# São Vicente do Sul
São Vicente do Sul este un oraș în Rio Grande do Sul (RS), Brazilia.